# Recanati
Recanati és un municipi italià, situat a la regió de les Marques i a la província de Macerata. L'any 2006 tenia 21.237 habitants.
Hi va néixer, viure el poeta Giacomo Leopardi. Altres ciutadans il·lustres són Beniamino Gigli, tenor, i el compositor d'òperes Giuseppe Persiani, al qual se li ha dedicat el teatre de la ciutat.